# Sochaczew
Sochaczew is een stad in het Poolse woiwodschap Mazovië, gelegen in de powiat Sochaczewski. De oppervlakte bedraagt 26,13 km², het inwonertal 38.201 (2005).

## Verkeer en vervoer
- Station Sochaczew
- Station Sochaczew Miasto
- Station Sochaczew Muzeum

## Geschiedenis
De stad is waarschijnlijk in 1138 gesticht toen Boleslaw III hier stierf. In 1286 werd de stad vernietigd tijdens de oorlog met Litouwen.
In 1590 werd de stad weer verwoest maar nu door een brand.
Tussen 1655 en 1660 werd de stad door Zweden verovert en voor een groot deel verwoest. De stad had veel te lijden onder branden en ziekten tijdens de Grote Noordse Oorlog tussen 1700 en 1721.
Bij de derde deling van Polen in 1795 werd de stad onderdeel van Pruisen.
Tijdens de Eerste Wereldoorlog en met namen in 1914 en 1915 heeft de stad erg geleden onder de gevechten tussen Rusland en Duitsland. Grote delen van de stad en met name grote en belangrijke gebouwen van de stad (station, raadhuis, kerk, etc.) werden verwoest. Aan het begin van de Tweede Wereldoorlog kwam het in deze stad tot grote gevechten tussen nazi-Duitsland en Polen. De strijd hier staat ook bekend onder de slag bij Bzura.
Een kwart van de bevolking was Joods en werd gedurende de bezetting naar concentratiekampen afgevoerd waar de meesten het niet hebben overleefd.

## Luchthaven
De stad had tot 2007 een militaire luchthaven. Deze wordt nu in een burgerluchthaven omgebouwd door Meinl Airports International. De luchthaven moet vanaf 2011 operationeel zijn. De doelgroep zijn vooral de goedkope luchtvaartmaatschappijen. Hij moet als tweede luchthaven voor Warschau dienen.